# Монтгомері (Західна Вірджинія)
Монтгомері (англ. Montgomery) — місто (англ. city) в США, в округах Фаєтт і Кенова штату Західна Вірджинія. Населення — 1275 осіб (2020).

## Географія
Монтгомері розташоване за координатами 38°10′25″ пн. ш. 81°19′12″ зх. д. / 38.17361° пн. ш. 81.32000° зх. д. (38.173531, -81.320018).  За даними Бюро перепису населення США в 2010 році місто мало площу 4,11 км², з яких 4,06 км² — суходіл та 0,05 км² — водойми.

## Демографія
Згідно з переписом 2010 року, у місті мешкало 1638 осіб у 645 домогосподарствах у складі 302 родин. Густота населення становила 398 осіб/км².  Було 838 помешкань (204/км²).
Расовий склад населення:
| - 78,3 % — білих - 17,4 % — чорних або афроамериканців - 0,5 % — азіатів - 0,1 % — вихідців з тихоокеанських островів |

До двох чи більше рас належало 2,8 %. Частка іспаномовних становила 1,8 % від усіх жителів.
За віковим діапазоном населення розподілялося таким чином: 12,8 % — особи молодші 18 років, 71,1 % — особи у віці 18—64 років, 16,1 % — особи у віці 65 років та старші. Медіана віку мешканця становила 30,1 року. На 100 осіб жіночої статі у місті припадало 114,1 чоловіків;  на 100 жінок у віці від 18 років та старших — 117,8 чоловіків також старших 18 років.
Середній дохід на одне домашнє господарство  становив 41 564 долари США (медіана — 24 716), а середній дохід на одну сім'ю — 65 469 доларів (медіана — 48 083). Медіана доходів становила 55 972 долари для чоловіків та 37 768 доларів для жінок. За межею бідності перебувало 26,6 % осіб, у тому числі 19,2 % дітей у віці до 18 років та 23,9 % осіб у віці 65 років та старших.
Цивільне працевлаштоване населення становило 675 осіб. Основні галузі зайнятості: освіта, охорона здоров'я та соціальна допомога — 41,2 %, роздрібна торгівля — 14,5 %, мистецтво, розваги та відпочинок — 14,1 %.